# Movimiento Ciudadano pro Renania del Norte-Westfalia
El Movimiento Ciudadano pro Renania del Norte-Westfalia (en alemán: Bürgerbewegung pro NRW), más conocido por la abreviatura Pro NRW, fue un partido minoritario alemán en el estado de Renania del Norte-Westfalia. Era un partido de extrema derecha, según la clasificación de la Oficina Federal para la Protección de la Constitución que consideraba a este partido como hostil a la Constitución de Alemania. Era la organización estatal en Renania del Norte-Westfalia del partido Movimiento Ciudadano pro Alemania.
El partido fue fundado el 6 de febrero de 2007 en Leverkusen. Su sede central se encontraba en Düsseldorf.
El partido luchaba particularmente contra la llamada la "islamización" de Alemania, lo cual se evidenciaba, por ejemplo, en su posición contraria a la construcción de mezquitas en el estado.
Con el fin de promover las ideas del partido, sus miembros trataban frecuentemente de acercarse a los jóvenes estudiantes con volantes de propaganda. Varios organismos de Renania del Norte-Westfalia y la República Federal de Alemania sospechaban que el partido era un precursor político del terrorismo de extrema derecha en el país y llevaron a cabo varias investigaciones, allanamientos y vigilancia contra los miembros del partido.
En varias manifestaciones, muchos simpatizantes del partido entraron en conflicto verbal y físico con la policía y grupos salafistas. El partido mantuvo estrechos vínculos con partidos similares dentro y fuera de Alemania.
El partido participó en las Elecciones estatales de Renania del Norte-Westfalia de 2010 y en las Elecciones estatales de Renania del Norte-Westfalia de 2012, obteniendo un 1,4% y un 1,5%, respectivamente, por lo que no cuenta con representación en el Parlamento Regional. Sin embargo, dentro del estado el partido está representado en varios parlamentos locales. 
En las Elecciones al Parlamento Europeo de 2014 obtuvo un 0,2%.
Se disolvió el 24 de marzo de 2019, pasando a ser una asociación política.